# Tournoi International de Tennis de Bordeaux 2025 - Doppio
Il doppio del torneo di tennis professionistico Tournoi International de Tennis de Bordeaux 2025, facente parte della categoria Challenger 175 nell'ambito dell'ATP Challenger Tour 2025, si è giocato dal 13 al 18 maggio a Bordeaux, in Francia. Julian Cash e Robert Galloway erano i detentori del titolo ma solo Galloway aveva scelto di partecipare in coppia con Yuki Bhambri.
In finale Francisco Cabral e Lucas Miedler hanno sconfitto Yuki Bhambri e Robert Galloway con il punteggio di 7–6(1), 7–6(2).

## Teste di serie
1. Nathaniel Lammons /  Jackson Withrow (primo turno)
2. Yuki Bhambri /  Robert Galloway (finale)

1. Rafael Matos /  Marcelo Melo (semifinale)
2. Francisco Cabral /  Lucas Miedler (campioni)

## Wildcard
1. Grégoire Barrère /  Mathias Bourgue (ritirati)

1. Pierre-Hugues Herbert /  Nicolas Mahut (quarti di finale)

## Ranking protetto
1. Íñigo Cervantes /  Guillermo Durán (primo turno)

## Alternate
1. Michael Geerts /  Rinky Hijikata (primo turno, ritirati)

## Tabellone

### Legenda
| - Q = Qualificato - WC = Wild card - LL = Lucky loser | - ALT = Alternate - SE = Special Exempt - PR = Protected Ranking | - w/o = Walkover - r = Ritirato - d = Squalificato |

|  | Primo turno | Primo turno              | Primo turno          | Primo turno         | Primo turno |  |  | Quarti di finale | Quarti di finale         | Quarti di finale         | Quarti di finale     | Quarti di finale     |   |      | Semifinali | Semifinali                     | Semifinali                     | Semifinali                   | Semifinali                   |    |    | Finale | Finale | Finale | Finale | Finale |  |
|  |             |                          |                      |                     |             |  |  |                  |                          |                          |                      |                      |   |      |            |                                |                                |                              |                              |    |    |        |        |        |        |        |  |
|  | 1           | N Lammons J Withrow      | 6                    | 4                   | [9]         |  |  |                  |                          |                          |                      |                      |   |      |            |                                |                                |                              |                              |    |    |        |        |        |        |        |  |
|  |             | G Blancaneaux J Eysseric | 3                    | 6                   | [11]        |  |  |                  | G Blancaneaux J Eysseric | 6                        | 64                   | [8]                  |   |      |            |                                |                                |                              |                              |    |    |        |        |        |        |        |  |
|  |             | C Harper R Seggerman     | C Harper R Seggerman | 6                   | 6           |  |  |                  | C Harper R Seggerman     | 4                        | 7                    | [10]                 |   |      |            |                                |                                |                              |                              |    |    |        |        |        |        |        |  |
|  |             | I Dodig O Luz            | I Dodig O Luz        | 4                   | 0           |  |  |                  |                          |                          |                      |                      |   |      |            | C Harper R Seggerman           | 3                              | 6                            | [8]                          |    |    |        |        |        |        |        |  |
|  | 4           | F Cabral L Miedler       | F Cabral L Miedler   | 7                   | 6           |  |  |                  |                          | 4                        | F Cabral L Miedler   | 6                    | 3 | [10] |            |                                |                                |                              |                              |    |    |        |        |        |        |        |  |
|  |             | G Jacq M Romios          | G Jacq M Romios      | 65                  | 4           |  |  | 4                | F Cabral L Miedler       | 4                        | 6                    | [10]                 |   |      |            |                                |                                |                              |                              |    |    |        |        |        |        |        |  |
|  | Alt         | M Geerts R Hijikata      | M Geerts R Hijikata  | M Geerts R Hijikata |             |  |  | WC               | P-H Herbert N Mahut      | 6                        | 3                    | [5]                  |   |      |            |                                |                                |                              |                              |    |    |        |        |        |        |        |  |
|  | WC          | P-H Herbert N Mahut      | P-H Herbert N Mahut  | P-H Herbert N Mahut | w/o         |  |  |                  |                          |                          |                      |                      |   |      | 4          | Francisco Cabral Lucas Miedler | Francisco Cabral Lucas Miedler | 7                            | 7                            |    |    |        |        |        |        |        |  |
|  |             | R Cash J Tracy           | 79                   | 67                  | [6]         |  |  |                  |                          |                          |                      |                      |   |      |            |                                | 2                              | Yuki Bhambri Robert Galloway | Yuki Bhambri Robert Galloway | 61 | 62 |        |        |        |        |        |  |
|  |             | S Balaji MÁ Reyes-Varela | 67                   | 79                  | [10]        |  |  |                  | S Balaji MÁ Reyes-Varela | S Balaji MÁ Reyes-Varela | 2                    | 4                    |   |      |            |                                |                                |                              |                              |    |    |        |        |        |        |        |  |
|  |             | P Nouza P Rikl           | 3                    | 7                   | [7]         |  |  | 3                | R Matos M Melo           | R Matos M Melo           | 6                    | 6                    |   |      |            |                                |                                |                              |                              |    |    |        |        |        |        |        |  |
|  | 3           | R Matos M Melo           | 6                    | 64                  | [10]        |  |  |                  |                          |                          |                      |                      |   |      | 3          | R Matos M Melo                 | R Matos M Melo                 | 3                            | 63                           |    |    |        |        |        |        |        |  |
|  |             | Q Halys A Olivetti       | Q Halys A Olivetti   | 6                   | 6           |  |  |                  |                          | 2                        | Y Bhambri R Galloway | Y Bhambri R Galloway | 6 | 7    |            |                                |                                |                              |                              |    |    |        |        |        |        |        |  |
|  | PR          | Í Cervantes G Durán      | Í Cervantes G Durán  | 4                   | 3           |  |  |                  | Q Halys A Olivetti       | Q Halys A Olivetti       | 5                    | 3                    |   |      |            |                                |                                |                              |                              |    |    |        |        |        |        |        |  |
|  |             | J Paul D Pel             | J Paul D Pel         | 0                   | 61          |  |  | 2                | Y Bhambri R Galloway     | Y Bhambri R Galloway     | 7                    | 6                    |   |      |            |                                |                                |                              |                              |    |    |        |        |        |        |        |  |
|  | 2           | Y Bhambri R Galloway     | Y Bhambri R Galloway | 6                   | 7           |  |  |                  |                          |                          |                      |                      |   |      |            |                                |                                |                              |                              |    |    |        |        |        |        |        |  |